# Seznam polkov Waffen-SS
Seznam polkov Waffen-SS

## Pehotni
- 1. SS-pehotni polk »LSSAH«
- 1. SS-pehotni polk »Totenkopf«
- 1. SS-policijski pehotni polk
- 2. SS-pehotni polk »LSSAH«
- 2. SS-pehotni polk »Totenkopf«
- 2. SS-policijski pehotni polk
- 3. SS-pehotni polk »Totenkopf«
- 3. SS-policijski pehotni polk
- 4. SS-pehotni polk »Ostmark«
- 5. SS-pehotni polk »Brandenburg«
- 6. SS-pehotni polk
- 7. SS-pehotni polk
- 8. SS-pehotni polk
- 9. SS-pehotni polk
- 10. SS-pehotni polk
- 11. SS-pehotni polk
- 14. SS-pehotni polk

## Grenadirski
- SS-trdnjavski grenadirski polk »Besslein«
- francoski SS-prostovoljni grenadirski polk
- SS-grenadirski polk »Klotz«
- grenadirski polk Waffen-SS (bulgarski št. 1)
- grenadirski polk Waffen-SS (romunski št. 1)
- grenadirski polk Waffen-SS (romunski št. 2)
- 1. SS-grenadirski polk »Landstorm Nederland«
- 1. SS-grenadirski polk »Landwacht Niederlande«
- 2. SS-policijski grenadirski polk
- 3. SS-policijski grenadirski polk
- 29. grenadirski polk Waffen-SS
- 30. grenadirski polk Waffen-SS
- 31. grenadirski polk Waffen-SS
- 32. grenadirski polk Waffen-SS
- 33. grenadirski polk Waffen-SS
- 34. grenadirski polk Waffen-SS (leton. 3)
- 42. grenadirski polk Waffen-SS »Voldemar Veiss«
- 43. grenadirski polk Waffen-SS »Heinrich Schuldt«
- 44. grenadirski polk Waffen-SS
- 45. grenadirski polk Waffen-SS »Estland« (estn. 1)
- 46. grenadirski polk Waffen-SS (estn. 2)
- 57. grenadirski polk Waffen-SS
- 58. grenadirski polk Waffen-SS
- 61. grenadirski polk Waffen-SS
- 62. grenadirski polk Waffen-SS
- 63. grenadirski polk Waffen-SS
- 64. grenadirski polk Waffen-SS
- 65. grenadirski polk Waffen-SS
- 72. grenadirski polk Waffen-SS
- 73. grenadirski polk Waffen-SS
- 74. grenadirski polk Waffen-SS (rus. 5)
- 75. grenadirski polk Waffen-SS
- 76. grenadirski polk Waffen-SS
- 77. grenadirski polk Waffen-SS
- 78. SS-prostovoljni grenadirski polk
- 79. SS-prostovoljni grenadirski polk
- 80. SS-prostovoljni grenadirski polk
- 81. grenadirski polk Waffen-SS
- 82. grenadirski polk Waffen-SS
- 83. SS-prostovoljni grenadirski polk
- 84. SS-prostovoljni grenadirski polk
- 85. grenadirski polk Waffen-SS
- 86. SS-prostovoljni grenadirski polk »Schill«
- 87. SS-prostovoljni grenadirski polk »Kurmark«
- 89. SS in policijski grenadirski polk
- 90. SS in policijski grenadirski polk
- 91. SS in policijski grenadirski polk

## Tankovskogrenadirski
- SS-tankovskogrenadirski polk »Der Führer«
- SS-tankovskogrenadirski polk »Deutschland«
- SS-tankovskogrenadirski polk »Theodor Eicke«
- SS-tankovskogrenadirski polk »Norge«
- SS-tankovskogrenadirski polk »Nordland«
- SS-tankovskogrenadirski polk »Westland«
- SS-tankovskogrenadirski polk »Schill«
- 1. SS-tankovskogrenadirski polk
- 2. SS-tankovskogrenadirski polk
- 3. SS-tankovskogrenadirski polk
- 4. SS-tankovskogrenadirski polk
- 5. SS-tankovskogrenadirski polk
- 6. SS-tankovskogrenadirski polk »Theodor Eicke«
- 7. SS-tankovskogrenadirski polk
- 8. SS-tankovskogrenadirski polk
- 9. SS-tankovskogrenadirski polk »Germania«
- 10. SS-tankovskogrenadirski polk »Westland«
- 11. SS-tankovskogrenadirski polk
- 12. SS-tankovskogrenadirski polk
- 16. SS-tankovskogrenadirski polk
- 19. SS-tankovskogrenadirski polk
- 20. SS-tankovskogrenadirski polk
- 21. SS-tankovskogrenadirski polk
- 22. SS-tankovskogrenadirski polk
- 23. SS-tankovskogrenadirski polk »Norge«
- 24. SS-tankovskogrenadirski polk »Danmark«
- 25. SS-tankovskogrenadirski polk
- 26. SS-tankovskogrenadirski polk
- 35. SS-tankovskogrenadirski polk
- 36. SS-tankovskogrenadirski polk
- 37. SS-tankovskogrenadirski polk
- 38. SS-tankovskogrenadirski polk
- 39. SS-tankovskogrenadirski polk
- 40. SS-tankovskogrenadirski polk
- 48. SS-prostovoljni tankovskogrenadirski polk »General Seyffard«
- 49. SS-prostovoljni tankovskogrenadirski polk »de Ruyter«
- 66. SS-tankovskogrenadirski polk
- 67. SS-tankovskogrenadirski polk
- 68. SS-tankovskogrenadirski polk
- 69. SS-tankovskogrenadirski polk
- 70. SS-tankovskogrenadirski polk
- 95. SS-tankovskogrenadirski polk
- 96. SS-tankovskogrenadirski polk
- 1. SS-policijski tankovskogrenadirski polk
- 2. SS-policijski tankovskogrenadirski polk

## Gorski
- 1. SS-gorski polk
- 2. SS-gorski polk
- 11. SS-gorski polk »Reinhard Heydrich«
- 12. SS-gorski polk »Michael Gaißmair«
- 13. SS-gorski polk »Arthur Phleps«
- 14. SS-gorski polk »Skanderbeg«
- 27. gorski polk Waffen-SS
- 28. gorski polk Waffen-SS
- 50. gorski polk Waffen-SS
- 51. gorski polk Waffen-SS
- 55. gorski polk Waffen-SS (hrv. 3)
- 56. gorski polk Waffen-SS (hrv. 4)
- 57. gorski polk Waffen-SS
- 58. gorski polk Waffen-SS
- 59. gorski polk Waffen-SS
- 60. gorski polk Waffen-SS

## Tankovski
- 1. SS-tankovski polk »LSSAH«
- 2. SS-tankovski polk
- 3. SS-tankovski polk
- 5. SS-tankovski polk
- 9. SS-tankovski polk
- 10. SS-tankovski polk
- 12. SS-tankovski polk

## Konjeniški
- 15. SS-konjeniški polk
- 16. SS-konjeniški polk
- 17. SS-konjeniški polk
- 18. SS-konjeniški polk
- 52. SS-konjeniški polk
- 53. SS-konjeniški polk
- 54. SS-konjeniški polk
- 92. SS-konjeniški polk
- 93. SS-konjeniški polk
- 94. SS-konjeniški polk

## Artilerijski
- 1. SS-tankovski artilerijski polk
- 2. SS-tankovski artilerijski polk
- 3. SS-tankovski artilerijski polk
- 4. SS-artilerijski polk
- 5. SS-tankovski artilerijski polk
- 6. SS-gorski artilerijski polk
- 7. SS-prostovoljni gorski artilerijski polk
- 8. SS-artilerijski polk
- 9. SS-tankovski artilerijski polk
- 10. SS-tankovski artilerijski polk
- 11. SS-tankovski artilerijski polk
- 12. SS-tankovski artilerijski polk
- 13. artilerijski polk Waffen-SS
- 14. artilerijski polk Waffen-SS
- 15. artilerijski polk Waffen-SS
- 16. SS-artilerijski polk
- 17. SS-artilerijski polk
- 18. SS-artilerijski polk
- 19. artilerijski polk Waffen-SS
- 20. artilerijski polk Waffen-SS
- 21. gorski artilerijski polk Waffen-SS
- 22. SS-artilerijski polk
- 23. gorski artilerijski polk Waffen-SS
- 23. SS-artilerijski polk
- 24. gorski artilerijski polk Waffen-SS
- 25. artilerijski polk Waffen-SS
- 26. artilerijski polk Waffen-SS
- 27. SS-artilerijski polk
- 28. SS-artilerijski polk
- 29. artilerijski polk Waffen-SS
- 31. SS-prostovoljni artilerijski polk
- 32. SS-prostovoljni artilerijski polk
- 38. SS-artilerijski polk
- 60. SS-artilerijski polk

## Drugi
- SS-kazenski polk »Kaltofen«
- 1. vzhodnomuslimanski SS-polk
- SS-tankovski uničevalni polk (bulg.)
- SS-tankovski uničevalni polk (romun. 2)
- SS-polk »Dirlewanger«
- SS-(hitri) polk »Kalewala«
- SS-Standarte Kurt Eggers
- tatarski gorski polk SS
- 1. madžarski SS-jurišnolovski polk
- 10. SS-motociklični strelski polk
- 12. SS-motociklični strelski polk
- 27. SS-preskrbovalni polk
- 60. SS-preskrbovalni polk